# Lineodes tipuloides
Lineodes tipuloides is een vlinder uit de familie van de grasmotten (Crambidae), uit de onderfamilie van de Spilomelinae. De wetenschappelijke naam van deze soort is voor het eerst gepubliceerd in 1891 door Thomas de Grey Walsingham.
De soort komt voor in Trinidad.